# باليون أييونيريون (كيلكيس)

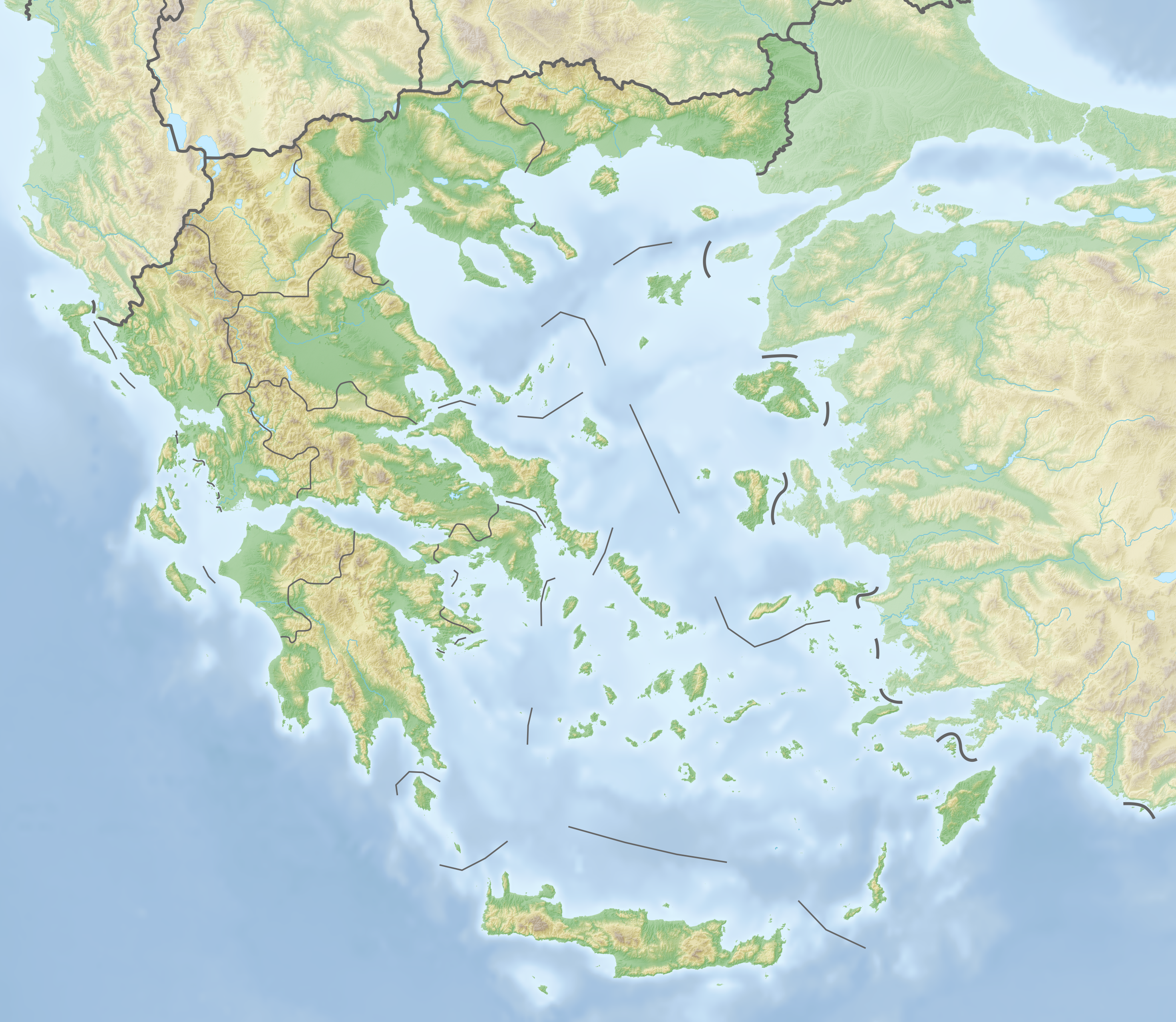

باليون أييونيريون (Παλαιόν Αγιονέριον) هي مدينة في كيلكيس في مقاطعة فوريا إلادا في اليونان.